# Bliesaue zwischen Blieskastel und Bliesdalheim
Das Naturschutzgebiet Bliesaue zwischen Blieskastel und Bliesdalheim liegt auf dem Gebiet der Stadt Blieskastel und der Gemeinde Gersheim im Saarpfalz-Kreis im Saarland. Das Gebiet erstreckt sich südlich der Kernstadt Blieskastel und nördlich von Bliesdalheim, einem Ortsteil von Gersheim, entlang der Blies, eines Nebenflusses der Saar. Unweit nördlich verläuft die B 423 und am östlichen Rand des Gebietes die Landesstraße L 105. Weiter östlich verlaufen die L 103 und die Landesgrenze zu Rheinland-Pfalz.

## Bedeutung
Das  rund 198 ha große Gebiet wurde mit Verordnung vom 2. November 2015 unter der Kenn-Nummer NSG-N-6709-302 unter Naturschutz gestellt. Dadurch wurde das gleichnamige Naturschutzgebiet ersetzt, das bereits im Jahre 1993 mit gleicher Lage, aber einer Größe von 213 ha ausgewiesen wurde. Es handelt sich um eine ausgedehnte, im Buntsandstein und Muschelkalk angelegte Überflutungsaue mit Röhrichten, Großseggenrieden, mesotrophen Feucht- und Nasswiesen/-brachen und Auenwäldern.
Zu den hier ansässigen Tierarten, deren Lebensraum geschützt werden soll, gehören beispielsweise:
- Bechsteinfledermaus
- Biber
- Kammmolch
- Gelbbauchunke
- Groppe
- Grüne Keiljungfer
- Großer Feuerfalter
- Dunkler Wiesenknopf-Ameisenbläuling

Daneben sollen mehrere Brut-, Rast- oder Zugvogelarten und deren Lebensräume geschützt werden, darunter Schwarz- und Rotmilan, Rohrweihe, Eisvogel, Grauspecht und Neuntöter.

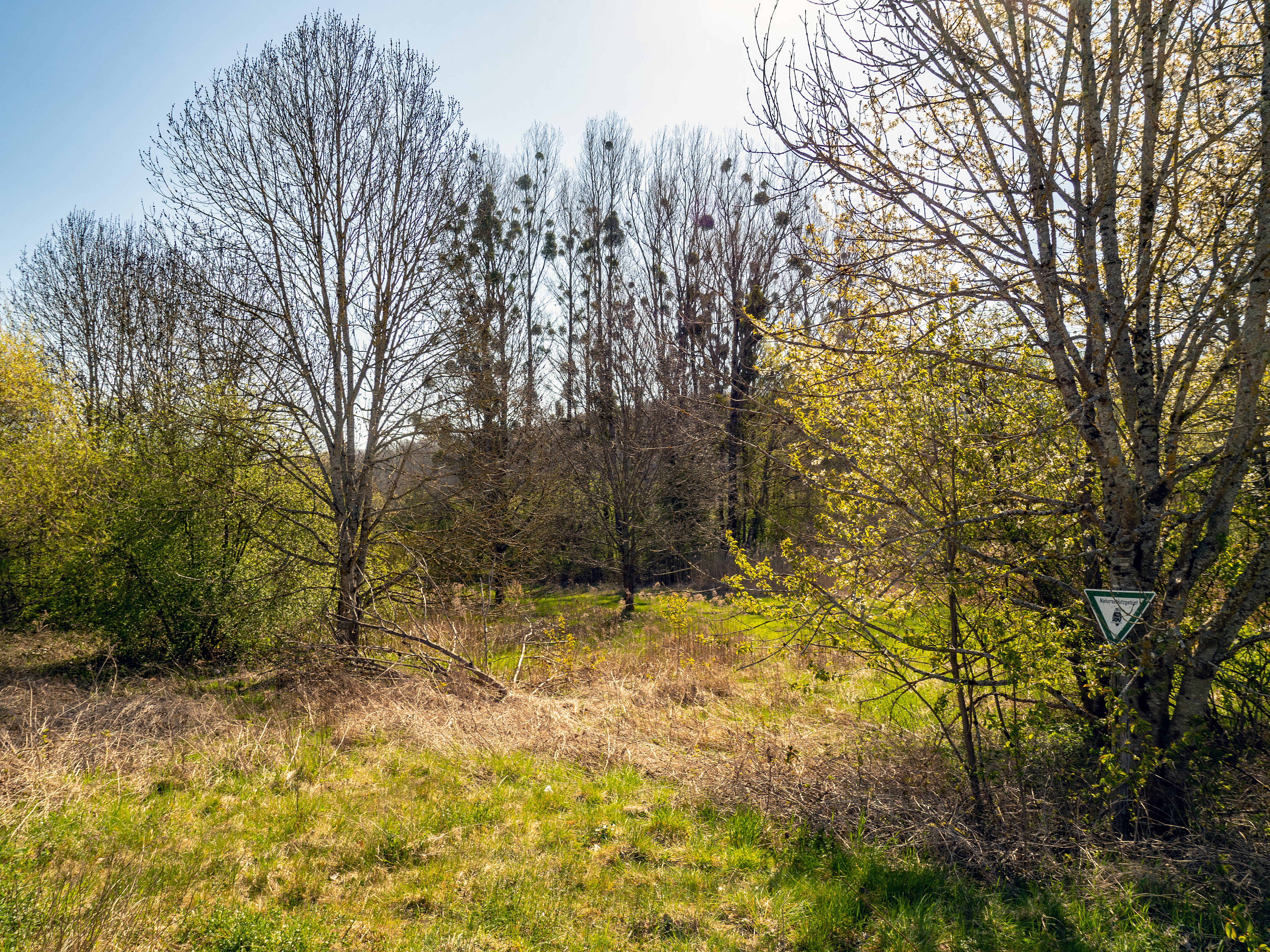
Bliesaue südlich von Blickweiler
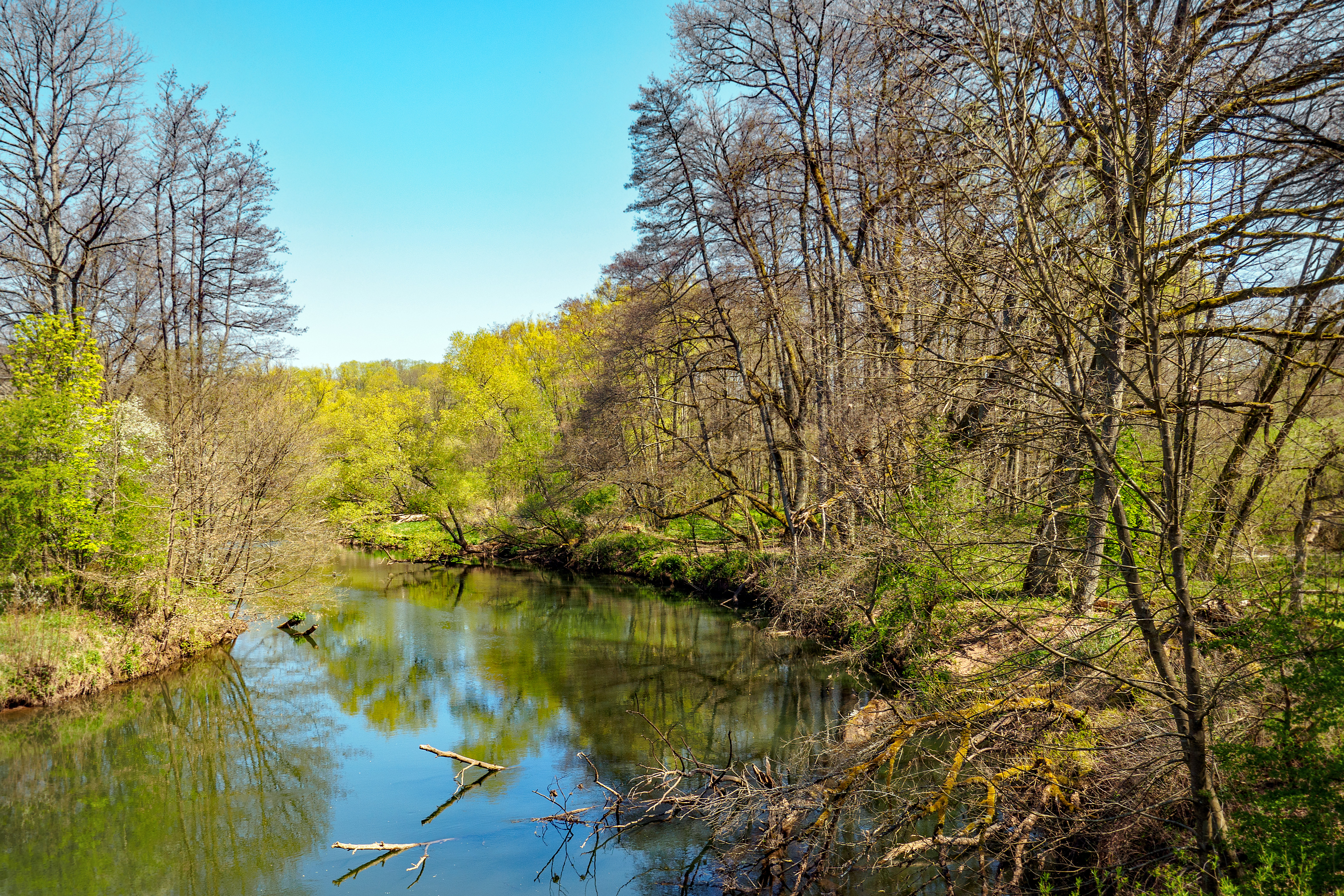
Blies zwischen Breitfurt und Blickweiler, Blick nach Osten
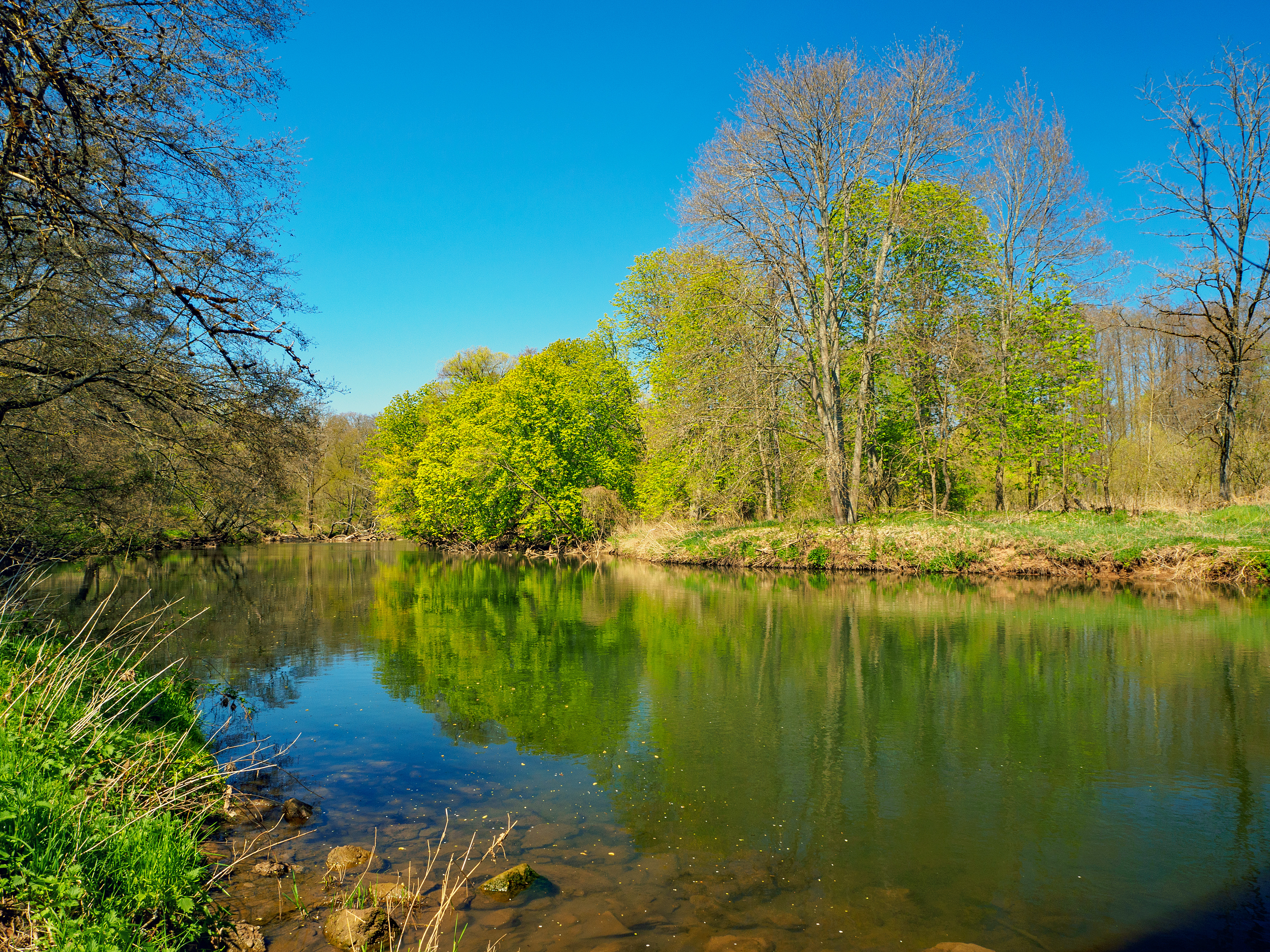
Blies zwischen Breitfurt und Blickweiler, Blick nach Westen